# Clermont-le-Fort
Clermont-le-Fort ist eine südfranzösische Gemeinde mit 526 Einwohnern (Stand: 1. Januar 2022) im Département Haute-Garonne in der Region Okzitanien (vor 2016 Midi-Pyrénées). Sie gehört zum Arrondissement Toulouse und zum Kanton Castanet-Tolosan. Die Einwohner werden Clermontois genannt.

## Geographie
Clermont-le-Fort liegt etwa 16 Kilometer südlich von Toulouse an der Ariège, in die hier die Lèze mündet, und gehört dem 2001 gegründeten Gemeindeverband Sicoval an. Nachbargemeinden von Clermont-le-Fort sind Goyrans im Norden, Aureville im Osten und Nordosten, Espanès im Osten und Südosten, Venerque im Süden und Südosten, Vernet im Süden und Südwesten sowie Labarthe-sur-Lèze im Westen.

## Bevölkerungsentwicklung
| 1962                      | 1968 | 1975 | 1982 | 1990 | 1999 | 2006 | 2013 | 2019 |
| ------------------------- | ---- | ---- | ---- | ---- | ---- | ---- | ---- | ---- |
| 243                       | 242  | 250  | 308  | 359  | 464  | 496  | 530  | 507  |
| Quelle: Cassini und INSEE |      |      |      |      |      |      |      |      |

## Sehenswürdigkeiten
- Kirche Saint-Pierre
- Ortsbefestigung mit Steintor aus dem 15. Jahrhundert, Monument historique
- Hügelburg (Motte) aus dem 11. Jahrhundert
- Domäne Lauzi

Siehe auch: Liste der Monuments historiques in Clermont-le-Fort

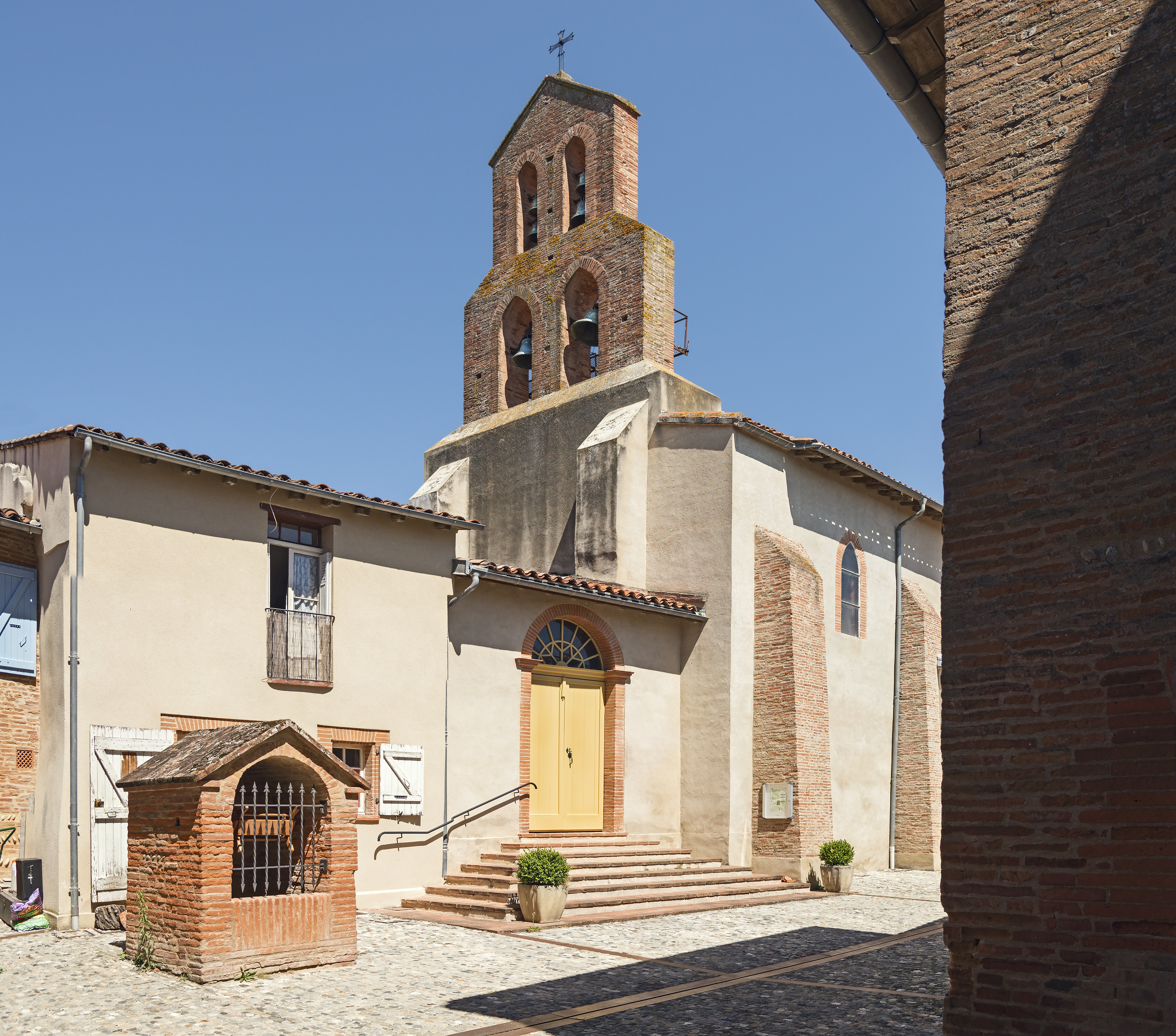
Kirche Saint-Pierre
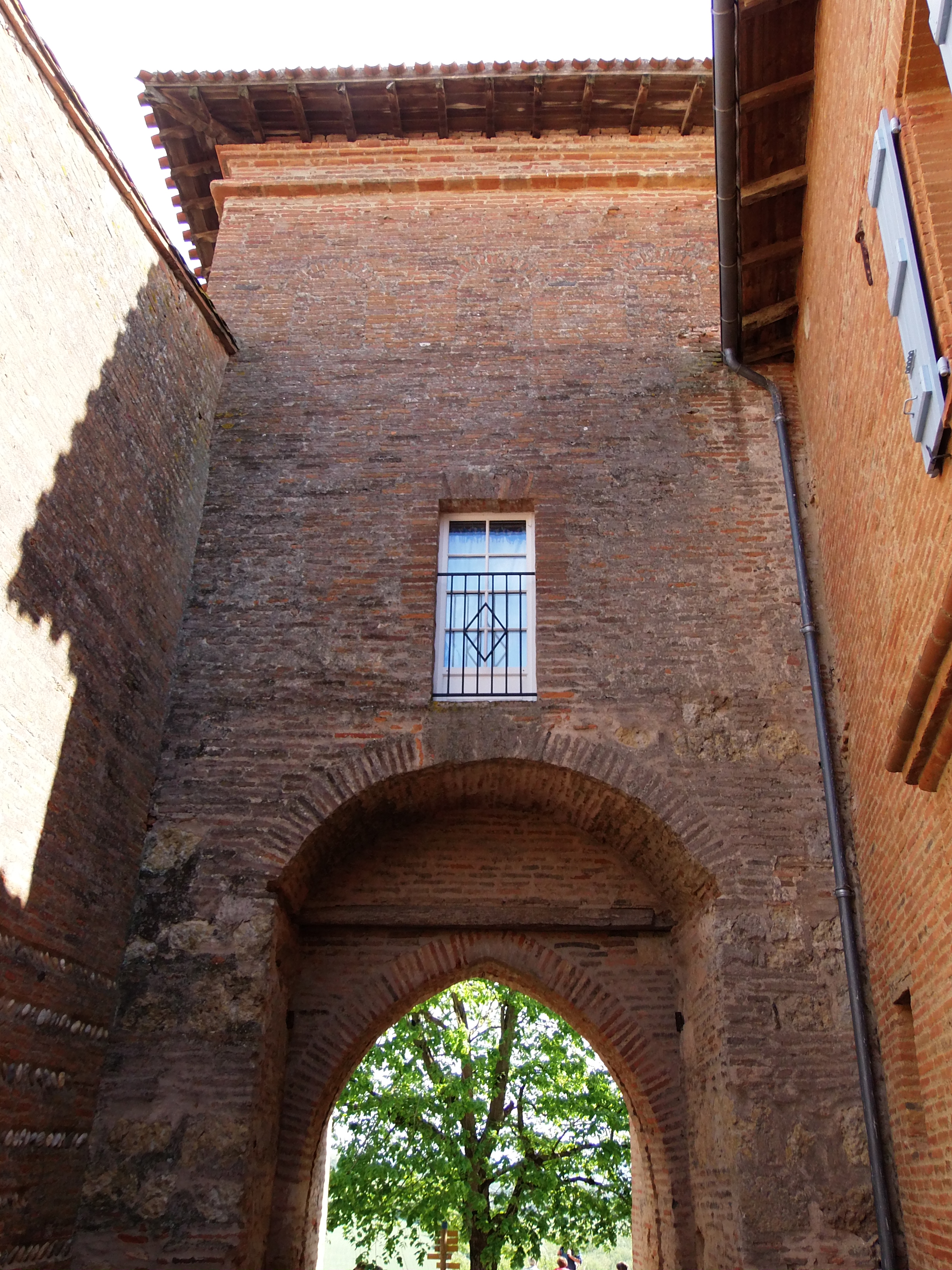
Steintor

## Persönlichkeiten
- Robert Fréminé (1919–2009), Lehrer und Politiker